# Alyssa Milano
Alyssa Jayne Milano, ameriška televizijska in filmska igralka, pevka ter producentka, *19. december 1972, Brooklyn, New York, Združene države Amerike.

## Zgodnje življenje
Alyssa Milano je bila rojena 19. decembra 1972 v Brooklynu, New York, Združene države Amerike, kot hči italio-ameriških staršev. Njena mama, Lin, je modna oblikovalka in menedžerka, njen oče, Thomas M. Milano, pa glasbeni ustvarjalec. Ima mlajšega brata Coryja (rojen leta 1982), ki je tudi igralec, vendar je bolje poznan kot glavni pevec v skupini Chloroform Days.
Alyssa Milano je odraščala v Staten Islandu.
Njena prva vloga je bila vloga v filmu Old Enough leta 1984. Od leta 1984 do leta 1992 je igrala Samantho v Who's the Boss?.

## Kariera
Leta 1985 se je pojavila v Commando, leto pozneje pa v The Canterville Ghost.
Leta 1988 jo lahko opazimo v Crash Course in Dance 'til Dawn, lea 1989 pa v Speed Zone!.
Sledi katek premor, po katerem se Alyssa Milano leta 1992 spet pojavi na filmskih platnih in sicer s filmi Little Sister in Where the Day Takes You.
Leta 1993 zaigra v filmih The Webbers, Conflict of Interest, Casualties of Love: The Long Island Lolita Story in Candles in the Dark, leto pozneje, torej leta 1994 pa v Dubble Dragon in Confessions of a Sorority Girl.
Leta 1995 igra v Deadly Sins, Embrace of the Vampire in The Surrogate, leta 1996 pa v Jimmy Zip, Poison Ivy II: Lily, Fear, Glory Daze, To Brave Alaska in Public Enemies.
Leta 1997 igra v filmih Below Utopia in Hugo Pool, leto pozneje pa v Goldrush: A Real Life Alaskan Adventure. Leta 1997 začne snemati serijo Melrose Place (snema jo eno leto), leta 1998 pa serijo Čarovnice, ki jo dokonča leta 2006.
Leta 2001 se pojavi v Lady and the Tramp II: Scamp's Adventure in Diamond Hunters.
Leta 2002 jo lahko vidimo v Buying the Cow in Kiss the Bride.
Leta 2003 igra v Dickie Roberts: Former Child Star.
Leta 2005 se pojavi v Dinotopia: Quest for the Ruby Sunstone.
Leta 2007 zaigra v The Blue Hour.
Lani, leta 2008 je igrala v filmih Wisegal in Pathology, letos pa je igrala v filmu My Girlfriend's Boyfriend.

## Osebno življenje
Alyssa Milano ima disleksijo.
Ima osem tatujev: enega na zapestju, gležnju, rami, vratu, dva kolku in hrbtu.
Je vegetarijanka.
Bila je poročena z Cinjunjem Tatom in sicer leta 1999: zakon se ni obnesel in še istega leta sta se ločila. Kasneje je prijateljevala z Justinom Timberlakom, Russellom Martinom, Bradom Pennyjem, Carlom Pavanom in Barryjem Zitom. 18. decembra 2008 se je zaročila z Davidom Bugliarijem, datum poroke pa zaenkrat še ni znan.

## Filmografija

### Filmi
| Leto | Film                                             | Vloga                            | Ostale opombe |
| ---- | ------------------------------------------------ | -------------------------------- | --- |
| 1984 | Old Enough                                       | Diane                            | |
| 1985 | Commando                                         | Jenny Matrix                     | Nominirana - Young Artist Award - Exceptional Performance by a Young Actress Starring in a Feature Film - Comedy or Drama              |
| 1986 | The Canterville Ghost                            | Jennifer Canterville             | televizijski film |
| 1988 | Crash Course                                     | Vanessa Crawford                 | televizijski film, alias Driving Academy                                                                                               |
| 1988 | Dance 'til Dawn                                  | Shelley Sheridan                 | Nominirana - Young Artist Award - Best Young Actress in a Special, Pilot, Movie of the Week, or Miniseries                             |
| 1989 | Speed Zone!                                      | Lurleen                          | alias Cannonball Fever |
| 1992 | Little Sister                                    | Diana                            | |
| 1992 | Where the Day Takes You                          | Kimmy                            | |
| 1993 | The Webbers                                      | Fan                              | televizijski film |
| 1993 | Conflict of Interest                             | Eve                              | |
| 1993 | Casualties of Love: The Long Island Lolita Story | Amy Fisher                       | televizijski film |
| 1993 | Candles in the Dark                              | Sylvia Velliste                  | televizijski film |
| 1994 | Confessions of a Sorority Girl                   | Rita Summers                     | televizijski film |
| 1994 | Double Dragon                                    | Marian Delario/Power Corps Chief | |
| 1995 | Deadly Sins                                      | Cristina                         | |
| 1995 | Embrace of the Vampire                           | Charlotte Wells                  | |
| 1995 | The Surrogate                                    | Amy Winslow                      | televizijski film |
| 1996 | Jimmy Zip                                        |                                  | Kratki film |
| 1996 | Poison Ivy II: Lily                              | Lily Leonetti                    | |
| 1996 | Fear                                             | Margo Masse                      | |
| 1996 | Glory Daze                                       | Chelsea                          | |
| 1996 | To Brave Alaska                                  | Denise Harris                    | televizijski film |
| 1996 | Public Enemies                                   | Amaryllis                        | |
| 1997 | Below Utopia                                     | Susanne                          | |
| 1997 | Hugo Pool                                        | Hugo Dugay                       | |
| 1998 | Goldrush: A Real Life Alaskan Adventure          | Frances Ella 'Fizzy' Fitz        | televizijski film |
| 2001 | Lady and the Tramp II: Scamp's Adventure         | Angel                            | Nominirana - Annie Award - Outstanding Individual Achievement for Voice Acting by a Female Performer in an Animated Feature Production |
| 2001 | Diamond Hunters                                  | Tracey Van der Byl               | televizijski film |
| 2002 | Buying the Cow                                   | Amy                              | |
| 2002 | Kiss the Bride                                   | Amy Kayne                        | |
| 2003 | Dickie Roberts: Former Child Star                | Cyndi                            | |
| 2005 | Dinotopia: Quest for the Ruby Sunstone           | 26                               | glas |
| 2007 | The Blue Hour                                    | Allegra                          | |
| 2008 | Wisegal                                          | Patty Montanari                  | televizijski film |
| 2008 | Pathology                                        | Gwen Williamson                  | |
| 2009 | My Girlfriend's Boyfriend                        | Jesse Young                      | tudi producirala |

### Serije
| Leto/leta | Naslov          | Vloga            | Sezone | Ostale opombe                                                                    |
| --------- | --------------- | ---------------- | ------ | -------------------------------------------------------------------------------- |
| 1984–1992 | Who's the Boss? | Samantha Micelli | 1–8    | Young Artist Award - Best Young Supporting Actress in a Television Series (1986) |
| 1997–1998 | Melrose Place   | Jennifer Mancini | 5 in 6 |                                                                                  |
| 1998–2006 | Čarovnice       | Phoebe Halliwell | 1–8    |                                                                                  |

### Ostali televizijski pojavi
| Naslov                                      | Vloga             | Naslov epizode                   | Ostale opombe           |
| ------------------------------------------- | ----------------- | -------------------------------- | ----------------------- |
| The Outer Limits                            | Hannah Valesic    | »Caught in the Act«              | Sezona 1, epizoda 16    |
| Mesto greha                                 | Meg Winston       | »They Shoot Horses, Don't They?« | Sezona 2, epizoda 11    |
| Mesto greha                                 | Meg Winston       | »Rain on My Charades«            | Sezona 5, epizoda 17    |
| Fantasy Island                              | Gina Williams     | »Superfriends«                   | Sezona 1, epizoda 2     |
| The Adventures of Jimmy Neutron: Boy Genius | April Gorlock     | Win, Lose and Kaboom             | Glas, sezona 2          |
| Family Guy                                  | Ona               | »Mr. Griffin Goes to Washington« | Sezona 3, epizoda 3     |
| Moje ime je Earl                            | Billie Cunningham | —                                | Sezona 3, epizode 6-22. |

## Diskografija

### Studioalbumi
| Year | Information                                                                                   | Peak positions |
| Year | Information                                                                                   | JPN            |
| ---- | --------------------------------------------------------------------------------------------- | -------------- |
| 1989 | Look in My Heart - Prvi Studio Album - Izid: 25. marec 1989 - Formati: Vinyl, Kaseta, CD      | 68             |
| 1989 | Alyssa - Drugi Studio Album - Izid: 25. oktober 1989 - Formati: Vinyl, Kaseta, CD             | 15             |
| 1991 | Locked Inside a Dream - Tretji Studio Album - Izid: 21. maj 1991 - Formati: Vinyl, Kaseta, CD | 19             |
| 1992 | Do You See Me? - Četrti Studio Album - Izid: 18. september 1992 - Formati: Vinyl, Kaseta, CD  | 47             |

### Pesmi
| 1989 | »What a Feeling«              | Look in My Heart      | -  | - | - |
| 1989 | »Look In My Heart«            | Look in My Heart      | -  | - | - |
| 1989 | »Straight to the Top«         | Look in My Heart      | -  | - | - |
| 1989 | »I Had a Dream«               | Alyssa                | -  | - | - |
| 1989 | »Happiness«                   | Alyssa                | -  | - | - |
| 1990 | »The Best in the World«       | The Best in the World | -  | - | - |
| 1990 | »I Love When We're Together«1 | Single Only           | -  | - | - |
| 1991 | »New Sensation«               | Locked Inside a Dream | -  | - | - |
| 1991 | »Voices That Care« 1          | Single Only           | 11 | 6 | - |
| 1992 | »Do You See Me?«              | Do You See Me?        | -  | - | - |
| 1993 | »No Secret« 2                 | Locked Inside a Dream | -  | - | - |